# Juan Madrid
Juan Madrid (Málaga, 12 de junio de 1947) es un prolífico escritor, periodista y guionista de cine y TV famoso, ante todo, por sus novelas policiacas protagonizadas por Toni Romano. 

## Biografía
Licenciado en Historia Contemporánea por la Universidad de Salamanca, hizo diversos trabajos hasta desembocar en el periodismo en 1973. Ha sido redactor en revistas como Cambio 16, además de escribir numerosos reportajes en revistas nacionales y extranjeras.
Publica su primera novela —Un beso de amigo—, en 1980, después de quedar finalista del premio convocado por la colección Círculo del Crimen de la editorial Sedmay. Ha publicado cuarenta libros entre novelas, recopilaciones de cuentos y novelas juveniles y es considerado uno de los máximos exponentes de la nueva novela negra o urbana europea. Su obra ha sido traducida a dieciséis lenguas. 
Ejerce regularmente la docencia en instituciones de España, Francia, Italia, Argentina y Cuba, destacando entre otras la Escuela Internacional de Cine y TV de San Antonio de los Baños en Cuba y Hotel Kafka de Madrid.
Asimismo, ha sido jurado en numerosos premios relacionados con la literatura y el cine.
Algunos de sus títulos se han llevado al cine como Días contados (dirigido por Imanol Uribe). Madrid ha escrito varios guiones de televisión (Brigada Central, la primera serie policial íntegramente española emitida por TVE entre noviembre de 1989 y febrero de 1990) y es autor de decenas de argumentos para cine y televisión. También ha incursionado en el cine como director: lo fue de Tánger, cuyo guion escribió. 
Los guiones de Brigada Central aparecieron como novelas en su tiempo, y en 2010 Madrid comienza a publicar una nueva versión de esos guiones, revisada y corregido, en tres volúmenes: Flores, el gitano, Asunto de rutina y El hombre del reloj.
En 2012 ganó el XIV Premio Unicaja de Novela Fernando Quiñones con Los hombres mojados no temen la lluvia.
Es uno de los escritores de novela negra más considerado por la crítica: "En cualquier quijada ensangrentada hay matices, y con ellos trabaja Juan Madrid, que reúne una gavilla de crímenes de la España profunda" (Javier Goñi, El País)
En 2020 le fue concedido el Premio Pepe Carvalho, por «el compromiso literario, político y ético» del autor.

## Obras
Serie de Toni Romano
- 1. Un beso de amigo, 1980. Sedmay.
- 2. Las apariencias no engañan, 1982. Alianza.
- 3. Regalo de la casa, 1986. Alianza.
- 4. Mujeres & Mujeres, 1995. Alianza.
- 5. Cuentas pendientes, 1995. Alianza.
- 6. Grupo de noche, Espasa-Calpe, 2003
- 7. Adiós, princesa ,2008. Ediciones B.
- 8. Bares nocturnos ,2009. Alianza.

Serie Brigada Central
- 01. Flores, el gitano, Ediciones B, Barcelona, 1989
- 02. Sólo para los amigos, Espasa, 1989
- 03. Vistas al mar, Ediciones B, Barcelona, 1989
- 04. Último modelo, Ediciones B, Barcelona, 1989
- 05. Pies de plomo, Ediciones B, Barcelona, 1989
- 06. Asuntos de rutina, Ediciones B, Barcelona, 1989
- 07. Noche sin final, Ediciones B, Barcelona, 1989
- 08. El ángel de la muerte, Ediciones B, Barcelona, 1989
- 09. El cebo, Ediciones B, Barcelona, 1989
- 10. Antigüedades, Ediciones B, Barcelona, 1989
- 11. Desde el pasado, Ediciones B, Barcelona, 1989
- 12. Potitos, Ediciones B, Barcelona, 1990
- 13. El hombre del reloj, Ediciones B, Barcelona, 1990
- 14. Turno de noche, Ediciones B, Barcelona, 1990

Brigada Central
- 1. Flores, el gitano, Ediciones B, Barcelona, 2010
- 2. Asunto de rutina, Ediciones B, Barcelona, 2011
- 3. El hombre del reloj, Ediciones B, Barcelona, 2011

Otras novelas
- Nada que hacer, 1984. Seix Barral.
- Días contados, 1993. Alianza.
- Viejos amores, 1993. Ediciones B.
- Malos tiempos, 1995. Alianza.
- Tánger, 1997. Acento.
- Restos de carmín, 1999. Espasa.
- Gente bastante extraña, 2001. Espasa.
- Pájaro en mano, 2007. Ediciones B.
- Los hombres mojados no temen la lluvia, 2013. Alianza.
- Perros que duermen, 2017. Alianza.
- Gloria bendita, 2020. Alianza.

Literatura juvenil y de aventuras
- Hotel paraíso, 1985. Anaya.
- Cuartos oscuros, 1993. SM.
- Los cañones de Durango, 1996. Alfaguara.
- Los piratas del Ranghum, 1996. Edebé.
- En el mar de China, 1997. Alfaguara.
- El fugitivo de Borneo, 1998. Alfaguara.
- El hijo de Sandokán, 2003. La Esfera de los Libros.
- Los senderos del tigre, 2005. Alfaguara.
- Huida al sur, 2008. Edebé.
- El rey del mar, 2010. Edebé.

Cuento
- Un trabajo fácil, 1984. Laia.
- Jungla, 1988. Ediciones B
- Crónicas del Madrid oscuro, 1994. Aguilar.
- Malos tiempos, 1995. Alianza.
- Cuentos completos, 2009. Incluye Un trabajo fácil, Jungla, Crónicas del Madrid oscuro y Malos tiempos más el relato Vidas criminales. Ediciones B.
- Cuentos del asfalto, 2006. Popular.

Ensayo y reportaje
- La mano negra, 1998. Temas de Hoy.
- Amazonas: Un viaje imposible, 2001. Espasa.

## Filmografía
- Al acecho (1987), dirigida por Gerardo Guerrero, basada en la novela Nada que hacer
- Días contados (1994), dirigida por Imanol Uribe, basada en la novela homónima
- Cortázar: Apuntes para un documental, dir. Eduardo Montes Bradley, Argentina, 2001 (Participación testimonial)
- Ciudades oscuras (2002), del director mexicano Fernando Suriñana, basada en Crónicas del Madrid oscuro
- Tánger (2003), debut de Juan Madrid como director, basado en su novela homónima
- La Memoria recobrada: Málaga, 1937, la carretera de la muerte, documental sobre un episodio de la guerra civil española, 2006